# Giswil
Giswil est une commune suisse du canton d'Obwald.

## Géographie
Giswil se situe à l'extrémité sud du lac de Sarnen et comprend des fractions du Grossteil, du Kleinteil, de Rudenz et de Diechtersmatt. La commune est limitrophe de Sarnen, Sachseln et Lungern.
Le territoire de Giswil s'étend sur 85,96 km2. Lors du relevé de 2013-2018, les surfaces d'habitations et d'infrastructures représentaient 2,8 % de sa superficie, les surfaces agricoles 34,8 %, les surfaces boisées 54,4 % et les surfaces improductives 8,0 %.

## Histoire

Vue aérienne de 1600 m par Walter Mittelholzer (1919)

Giswil est, depuis le IXe siècle sans doute, un domaine de l'abbaye de Murbach ; le mayor réside au château fort de Rosenberg, près duquel se dressait le gibet (au Galgenmätteli dans le Kleinteil). Au XIIIe siècle, les barons de Wolhusen réunissent les charges de mayor et d'avoué. Murbach vend le domaine aux Habsbourg en 1291. Par l'intermédiaire des seigneurs de Rudenz (les ruines de leur château fort sont encore visibles), la mayorie revient au XIVe siècle aux Hunwil, dont le château occupe l'emplacement de l'église paroissiale de Giswil. Quand Georg von Hunwil devient landamman d'Obwald en 1362, la basse et la haute justice sont de nouveau réunies ; elles reviennent à la paroisse lorsque les Hunwil sont chassés d'Obwald en 1382. En 1432, la paroisse doit céder les droits de haute justice au landamman d'Obwald ; elle rachète les droits de basse justice qui lui échappaient encore en 1453. L'ancienne église paroissiale de Giswil, mentionnée en 1275, mais certainement plus ancienne, était consacrée à saint Laurent. Avant l'inondation de 1629 (année marquée en outre par une épidémie de peste et des procès de sorcières), elle se trouvait sur le cône d'alluvions de la Laui, dans le Kleinteil ; elle est ensuite déplacée sur une colline entre Aaried et Schiebenried. Une chapelle Saint-Antoine-le-Grand est construite en 1607 (refaite en 1844-1847) dans le Grossteil ; chapellenie en 1757, paroisse en 1971. La chapelle Saint-Antoine-de-Padoue, dans le Kleinteil, est consacrée en 1684. Les affaires communales sont gérées dans le cadre de la paroisse, qui regroupe très tôt le Grossteil et le Kleinteil. Les bourgeois jouissaient et jouissent encore, malgré la création de la commune politique au XIXe siècle, de privilèges dans l'usage des alpages et des communaux. Dès le bas Moyen Age, l'élevage supplante la céréaliculture. Le raccordement à la route (1860) et au chemin de fer (1888) du Brünig n'a pas entraîné d'industrialisation. Dans la seconde moitié du XIXe siècle, de nombreuses familles émigrent au Brésil et aux États-Unis, pour des raisons économiques. Pendant longtemps, Giswil souffre des ravages des torrents. La Laui a souvent dévasté le fond de la vallée, la dernière fois en 1926. Les torrents sont endigués depuis 1897 et un consortage assure l'entretien depuis 1909. L'ancien lac de Rudenz (devenu Aaried) est drainé en 1762 et asséché en 1850. Les autres zones marécageuses sont mises en culture pendant la Seconde Guerre mondiale. En 2000, le secteur primaire offre un sixième des emplois, le secondaire un tiers et le tertiaire un peu moins de la moitié. Giswil abrite l'école d'agriculture et l'école ménagère agricole du canton.

## Démographie

### Évolution de la population
Giswil compte 3 806 habitants au 31 décembre 2022 pour une densité de population de 44 hab/km2. Sur la période 2010-2019, sa population a augmenté de 1,2 % (canton : 6,6 % ; Suisse : 9,4 %).  

### Pyramide des âges
En 2020, le taux de personnes de moins de 30 ans s'élève à 31,2 %, similaire à la valeur cantonale (31,2 %). Le taux de personnes de plus de 60 ans est quant à lui de 25,5 %, alors qu'il est de 26,7 % au niveau cantonal.
La même année, la commune compte 1 878 hommes pour 1 798 femmes, soit un taux de 51,1 % d'hommes, supérieur à celui du canton (50,6 %).
| Hommes | Classe d’âge | Femmes |
| ------ | ------------ | ------ |
| 0,3    | 90 ans ou +  | 1,7    |
| 6,3    | 75 à 89 ans  | 8,0    |
| 18,5   | 60 à 74 ans  | 16,2   |
| 22,9   | 45 à 59 ans  | 23,6   |
| 19,7   | 30 à 44 ans  | 20,4   |
| 16,2   | 15 à 29 ans  | 14,7   |
| 16,0   | - de 14 ans  | 15,4   |

| Hommes | Classe d’âge | Femmes |
| ------ | ------------ | ------ |
| 0,5    | 90 ans ou +  | 1,4    |
| 7,4    | 75 à 89 ans  | 8,5    |
| 17,9   | 60 à 74 ans  | 17,6   |
| 23,0   | 45 à 59 ans  | 22,5   |
| 19,6   | 30 à 44 ans  | 19,5   |
| 16,2   | 15 à 29 ans  | 15,7   |
| 15,4   | - de 14 ans  | 15,0   |

## Patrimoine bâti
- Le château de Rosenberg[7]
- Le château de Rudenz[8]